# 三坪房間的侵略者！？
《三坪房間的侵略者！？》是由健速撰寫、由Poko繪製插畫，由HJ文庫出版發行的日本輕小說作品。已出版本篇39卷、外传2卷。繁體中文版由東立出版社代理發行，简体版则由吉美文化代理、吉林美术出版社出版。到2014年2月在日本發行總數超過50萬本。
同名改編漫畫於Hobby Japan網路漫畫網站「COMIC DANGAN」從2013年12月20日開始連載，作畫為。單行本全5本。東立出版社已經代理發行繁體中文版3本。
同名改編電視動畫於2014年7月到9月在日本播出。

## 故事簡介
故事的主角里見孝太郎，在高中入學前因為父親調職而開始一個人生活。孝太郎租下了房租每月五千日幣，免押金、禮金，價格特別便宜的屋齡25年公寓，可樂娜莊的106號房。決定住進這間只有三坪大（六塊榻榻米大小，即原書名的「六畳間」）的房間開始新生活。但106號房卻是間因為鬧鬼，從來沒人能久租的房間。
開學典禮當晚，謠傳中的幽靈——東本願早苗出現在孝太郎面前。早苗主張是她先開始住在106號房，在雙親回來之前必須一直在這裡等待，而想把孝太郎趕出房間。兩人爭了一個晚上未分出勝負而暫時休戰，沒想到隔天自稱魔法少女的虹野由莉佳破窗而入，再過一天又出現號稱古代文明末裔的地底人少女——倉野奇莉華，接著是外星人——神聖佛德賽銀河皇國第七王女提亞蜜思林·葛雷·佛德賽，每個人都各懷鬼胎，想將106號房佔為己有，讓房間陷入一片混亂！（動畫版改為四人都同一天出現）

## 登場人物

### 可樂娜莊106號

#### 房客
里見孝太郎（聲：中村悠一（日本）；何志威（台灣））
本作主角。吉祥春風高中的高一新生。十年前母親過世後一直和父親相依為命。
運動社團出身，做事直來直往，習慣努力且不輕易放棄。
因父親突然的調職而開始獨自租屋生活。生活費靠自己打工支付，也因此看上房租超便宜的可樂娜莊106號房。為了打工放棄加入國中時熱愛的棒球社，但在高中放榜日保護了被搭訕的晴海，為了完成母親的遺物（毛線衣）加入由晴海擔任社長的編織社。　　
在打工時自地面的陷坑落入有女性石像的古代遺跡，並和「白光」相遇，孝太郎事後失去這段記憶。但來自各方的入侵者卻開始接二連三出現，各懷鬼胎的企圖占領106號房，讓孝太郎非常煩惱。
和侵略者們朝夕相處後，已經不把她們當成侵略者般對待，反而非常關心她們。雖有些遲鈍，但還是察覺幾位侵略者的心意，孝太郎認為不該打亂106號房的平衡，所以決定直到少女們解決各自的問題前，不會選擇其中任何一人。
在舞台劇《青騎士》中飾演青騎士雷歐斯。為了舞台劇的演出接受了提亞全套的佛德賽騎士訓練。第二次演出時在幕間被可藍襲擊，和可藍一起被超時空反應彈彈到2000年前的佛德賽，因緣際會下拯救了當時陷入絕境的阿萊亞公主。
雖然本人認為只是冒名頂替，卻成為了佛德賽的救國英雄『青騎士』，寫下佛德賽最膾炙人口的傳說。
經歷過半年多的白銀公主復國戰爭，精神和劍術上均有大幅成長。
在女幽靈襲擊事件後被奇莉華點破，幼年喪母所造成的心靈創傷讓他下意識的和周圍親近的人保持距離，之後終於開始對侵略者少女們敞開心扉。
在20年前曾與當時尚未即位的艾法莉亞見過面，把所有與青騎士相關的事實坦白告知了。
佛德賽政變事件時，被與皇帝同行的平民們當作「青騎士」。

#### 侵略者
東本願早苗（聲：鈴木繪理（日本）；黃珽筠（台灣））
住在106號房的地縛靈，外表像是國中少女，年齡不詳（本體年齡與孝太郎相近）。
主張自己必須在房間等父母回來，每當有人搬進106號房，就會使用心靈現象把房客嚇走。
因為孝太郎能看到也能摸到她而沒辦法把孝太郎趕走，加上其他侵略者的出現，不得不暫時休戰。喜歡孝太郎，内心十分依赖他，当想要吃东西时会附在孝太郎身上，不過兩人之間的情感更多的近似於親情。会因孝太郎对别的女生好而吃醋。
由於是幽靈，不會受到物理性攻擊，但很怕護符之類的幸運物。
在青騎士的舞台劇中，擔任孝太郎專用提詞員的工作（無靈能力者既無法看見早苗，亦無法聽見她的話語）。
真正身份是因為靈力遭到分離而產生的生靈，由於與本體合體時會造成靈體方的記憶喪失，一度極度排斥與本體合而為一。得知父母親沒有回到房間的緣由後，其性質由地縛靈轉為附在孝太郎身上的憑依靈，幾乎使孝太郎陷入頻死而不得不與本體合體。數日後在失去幽靈時期記憶的狀態下成為孝太郎等人的同學。
在女幽靈襲擊事件當中藉由留給孝太郎的護身符取回記憶，同時學會控制靈力並發揮出「從屬神」等級的巨大力量。事件後因可藍的技術得以自由往返106號房與自家。
雖然已取回記憶，但靈魂仍處於不穩定狀態，因此在數年內會出現類似雙重人格的現象。
地底人政變事件後成為里見騎士團的家務助理。
依照亞爾奈亞的說法，她是兩千年前與白銀公主一同逃亡的神官，法娜·摩特拉烏的轉世。
虹野由莉佳（聲：大森日雅（日本）；龍顯蕙（台灣））
突然撞破窗戶飛進106號房的少女。
自稱是「愛與勇氣的公主☆魔法少女彩虹由莉佳」，卻因誇張的打扮和膽小的行為被當成一般的角色扮演狂，沒人願意相信她。後來在106號房發生戰鬥時張開結界保護房間，向讀者和觀眾證明自己是貨真價實的魔法少女，但106號房卻沒有任何人發現。
主張106號房充滿了龐大魔力，很快就會有想要濫用這股力量的邪惡份子出現，要大家快點離開房間。卻因為內容太突兀，而且由莉佳所屬的「彩虹之心」禁止因私人理由使用（表演）魔法，以至於沒有人相信她，被孝太郎強推進入Cosplay研究社後，過著多災多難的生活。雖然屢次在發生戰鬥時施展魔法幫忙，將傷害減到最低，是檯面下的最大功臣，卻總是沒人發現，努力一直得不到回報。魔法王國事件中被奈奈提及在資質上是真正的魔法天才。
性格相當單純的天然呆、双馬尾，思考與運動能力是所有106號房侵略者中最差的，因此十分容易淪為被惡整的對象。異常害怕幽靈，對早苗沒轍。在扮演動物這方面似乎有超人的資質，因此演戲時多被分配為動物角色。在相關者當中與晴海的關係最佳，在二年級時也加入了編織社。
在第五卷與真希的戰鬥中一度令孝太郎相信了自己是貨真價實的魔法少女，但真希在臨去前施展了魔法令孝太郎等人失去長達數分鐘的記憶，使眾人忘卻在可樂娜莊發生的魔法大戰，以及由莉佳是真的魔法少女的事實。
在孝太郎與可藍回歸後，從孝太郎手中獲贈，在古佛德賽一役中古雷巴納司遺留的魔法手杖「百科全書」，在侵略者少女們面前總算能以依賴道具的魔法少女身分自居。
在孝太郎的引導下說出自己要跟大家一起念大學的願望，此後每天晚上都必須接受孝太郎的斯巴達式補習教育，不過本人在習慣後倒是樂在其中。
真耶襲擊事件當中為了治療晴海使用合體魔法，意外使創世女神現身。
地底人政變事件後加入了里見騎士團。
依照亞爾奈亞的說法，她和藍華真希兩人是兩千年前與白銀公主合作的魔法師，卡莉絲·威普南特的轉世。推斷分別轉世為兩人的原因是轉世時出現靈魂分裂。
因為初期常常窮到三餐只吃杯麵（泡麵），第五卷被早苗說由莉佳的靈力是「醬油杯麵」的味道，所以後來在台灣的粉絲之間開始以「杯麵」稱呼由莉佳。
因在浴室摔倒而暈倒後被孝太郎救援時看見了裸體，在眾多女性當中目前只有由莉佳被孝太郎看過裸體。
愛與勇氣的魔法少女，對於自己擅長使用劇毒和強酸的魔法感到非常的失落。
倉野奇莉華（聲：田澤茉純（日本）；石薇（台灣））
從106號房地板下的洞裡出現，自稱是名為「大地之民」的古代文明之末裔。為106號房胸部最大的人。在學校時自稱「倉野桐葉」。
大地之民是一千年前因為採礦而被趕到地下，並在地底建立了自己的文明，現今為了在原址（正好是106號房）重建失去的祭壇，誠懇的拜託的孝太郎等人讓出房間。然而在孝太郎態度稍微軟化以後，卻馬上脫口說出重建祭壇的目的是，為了大量生產靈力兵器以征服地上世界，孝太郎嚴厲拒絕了她的要求。
實際上是希望讓大地之民逐漸移民地上世界的穩健派，重建祭壇一事，只是為敷衍激進派及激起孝太郎反抗心理而準備的障眼法，而另外一個目的是為了尋找年幼時在地上遇到的初戀對象。
在青騎士的舞台劇中飾演神官法娜。
孝太郎和可藍在回到十年前地球時被當時離家出走的奇莉華撞見。
情人節時查明了「初戀對象」，就是自消失後再度出現的孝太郎，並且在遊樂園的雲霄飛車前跟他相認、兩人達成了之前一起搭雲霄飛車的約定。從此之後不時會以小女孩的立場向孝太郎撒嬌。
地底人政變事件後以參謀的身份加入里見騎士團。
小說十六卷擺平激進派後，正式卸任侵略指揮官，而她本人在經由父親的同意後回到孝太郎的面前（穿著地底人的結婚服裝），向他要求「允許侵略他的人生」的權力，孝太郎答應並把她永遠留在身邊（事實上就跟奇莉華嫁給孝太郎沒兩樣）。
依照亞爾奈亞的說法，她是兩千年前與白銀公主一同逃亡的煉金術士，莉蒂絲·瑪古斯方的轉世。
有兩名靈力土偶在身邊伺候，名字分別是卡拉瑪（聲：竹達彩奈（日本）；龍顯蕙（台灣））和可拉瑪（聲：悠木碧（日本）；黃珽筠（台灣）），並被他們稱為大姐，土偶有隱身、攻擊、防禦及搜索的能力，並且能夠放在火鍋爐中代替石油氣罐來生火，稱為靈子力磁爐。語尾會加上「呵」（ほ）。
廚藝是侵略者中最好的，所以基本上所有人食物都要奇莉華負責「開火」。
提亞蜜思林·葛雷·佛德賽（聲：長繩麻理亞（日本）；詹雅菁（台灣））
從106號房牆壁上的空間跳躍點出現的，神聖佛德賽銀河皇國第七王女，暱稱「提亞」。
母親是現任皇帝艾法莉亞，為了完成得到佛德賽皇國王位繼承權的儀式，從一千萬光年外遠道而來。提亞的試煉是征服宇宙的某個座標點，偶然選到有文明存在的地球上的106號房，被加上了「不靠殺戮讓原住民（里見孝太郎）臣服於皇國之下」的條件。
配戴的手環是人型宇宙戰艦「青騎士」的遙控器，戰鬥時會使用青騎士傳送過來的武器進行戰鬥。
和孝太郎等人對峙時，因為物理性的防護罩對早苗無效，被早苗將長裙掀起來綁在頭頂而得到「鬱金香」這個負面意涵的綽號。
在青騎士的舞台劇負責劇本及飾演「黃金公主」夏露露。
隨著長時間的相處，對不必在意彼此地位而能和自己打架、爭吵、一同遊玩的孝太郎開始產生好感。遭遇可藍地球上的第一次襲擊後，偷偷在孝太郎熟睡時，將皇家在自己在誕生時所打造的寶劍「薩格拉丁」賜給孝太郎，並封為「提亞蜜思林的青騎士」。
情人節時與露絲一起將本命巧克力交給了孝太郎，並坦率面對自己的感情。
由女皇從去世未婚夫保留的精子進行人工受精後誕生，因此出生就沒有父親。
與阿雷克西斯的第二次戰鬥結束後，從孝太郎口中獲知孝太郎就是青騎士本人的事實。
注:作品中亞爾奈亞並未正面提及侵略者是阿萊亞隨從的轉世，而是提出了時共性，意即不同的時間會有相似的歷史，真正確定轉世身份的只有晴海(阿萊亞轉世)，故侵略者是否為阿萊亞隨從轉世還有待考證

#### 相關者
露絲卡妮亞·那依·巴多姆西哈（聲：早見沙織（日本）；林美秀（台灣））
提亞的護衛官兼兒時玩伴，暱稱「露絲」。為了見證提亞的儀式進行而隨行到了地球。和常生氣得失去理智的提亞相反，總是保持沉著冷靜，自覺個性太過溫柔不適合武官的職位。
在提亞完成考驗之前必須一直陪著她，並不是企圖占有106號房的當事人，而沒有簽署「可樂娜陸戰協定」。
在第一次到海水浴場睡覺時，發現孝太郎在意的不是自己而是獨角仙，所以只要有關兜蟲的話題就會立刻發怒，在可樂娜莊中甚至被寫入"可樂娜陸戰協定"中。
喜欢孝太郎，在相親事件中確認自己對孝太郎的心意，救出提亞後得知孝太郎就是青騎士本人，提亞不在的場合會稱孝太郎為"老爺(陸版)、將軍大人(台版)"。
希望孝太郎能與提亞結婚，自己在旁守護。與孝太郎的互動常常成為主僕兩人之間的話題。
在青騎士的舞台劇中飾演自己的祖先芙蕾亞蘭。
在救出遊戲裡的由莉佳、由莉佳A、由莉佳B時請求孝太郎成立里見騎士團，職位是副團長。
騎士團的制服是由青騎士的青色及象征提亞的橙黃色裝點而成。
櫻庭晴海（聲：高本惠（日本）；林美秀（台灣））
二年級學生，編織研究會會長。在放榜日招募會員時被搭訕，正當她不知該如何是好時，孝太郎出手幫了她的忙，因此認識了孝太郎，成為他加入研究會的契機。
不習慣和異性相處，和孝太郎以外的男學生都保持距離。
身體不好，常到醫院檢查身體，順便讀故事書給小孩子聽，而被孩子們當成姊姊般愛慕。喜歡溫柔的孝太郎，在情人節當天也送給孝太郎本命巧克力。
在青騎士的舞台劇中，由於孝太郎的大力推薦接下了白銀公主阿萊亞的角色。與2000年前的白銀公主似乎有某種關聯，公演後偶爾額頭會出現與之相同的白銀劍紋。
在真耶襲擊事件中繼承了阿萊亞的記憶，並獲得操控席格那汀的能力。操縱席格那丁的魔力時，頭髮會變成像是阿萊亞的銀白色。
在『朧月』接受身體檢查後確定與阿萊亞不是同一人，可藍心中有著「晴海其實是阿萊亞轉世」的疑慮，但以科學家的角度讓她非常不願意承認。
地底人政變事件後成為里見騎士團的秘書。
艾法莉亞在親見其氣質及使用古代語魔法的姿態後，深信她與阿萊亞的關係絕不單純。
笠置靜香（聲：洲崎綾（日本）；詹雅菁（台灣））
可樂娜莊房東，住在206號室。孝太郎的同班同學，平時個性和善，比誰都更珍惜雙親遺留給她的可樂娜莊，在106號室最初爆發爭奪戰時靠著強大武力壓制住眾人，又是一個格鬥技達人。後來強迫當事人孝太郎、早苗、由莉佳、奇莉華、提亞等人簽下「可樂娜陸戰規定」。
對男女之間的八卦相當感興趣。
在青騎士的舞台劇中飾演瑪莉艾達。
十數年前就逐漸被火龍帝阿爾奈亞寄宿，這也是她為何能看得見幽靈早苗，及最初能夠鎮壓侵略者少女們的原因。
孝太郎在阿萊克西斯第二次襲擊時使用右手的龍紋，阿爾奈亞藉由靜香的身體龍化幫助了孝太郎一行人，事後靜香發現自己的體重因為不明原因超過200公斤。原因來自亞爾奈亞在戰鬥後的魔力，不足以中和自己的存在影響造成的空間扭曲，因此出現擬似的體重上升現象（但體型沒有變化）。
火災事件中與亞爾奈亞締結契約而獲得強大的龍之力，事後亞爾奈亞的魔力幾乎耗盡，使得中和空間扭曲的魔法無法控制，體重再次上升。
在孝太郎陪同掃墓後的談話中，察覺到自己跟孝太郎與侵略者少女們，經過這段時間累積下來的關係與好感。
地底人政變事件後，在提亞的強烈要求下以格鬥家的身份加入里見騎士團。
依照亞爾奈亞的說法，她是兩千年前與白銀公主一同逃亡的女僕瑪莉艾達·亞爾聖的轉世。
可拉莉歐薩·達歐拉·佛德賽（聲：田村由香里（日本）；龍顯蕙（台灣））
全名為可拉莉歐薩·達歐拉·修瓦加·梅爾亨·佛爾·佛德賽，暱稱「可藍」，佛德賽銀河皇國的二皇女。擁有的戰艦『朧月』和小型宇宙飛船『搖籠』擁有高度的匿蹤能力。從小就和提亞常常為了一些小事起爭執。
在科技能力上有著相當高的造詣，有「修瓦加之月」的別稱。
初登場時為了除掉提亞，而在孝太郎一眾第一次演出《青騎士與白銀公主》排演時進行襲擊，卻慘敗於孝太郎一行人，討厭孝太郎，並稱他為『冒牌青騎士』。
再次跟孝太郎戰鬥時用了「超時空反發彈」，孝太郎在超時空反發彈發射前使其提前引爆，並跟可藍時空跳躍到二千年前的佛德賽，與真正的白銀公主相見。在時空跳躍期間兩人相依為命，並產生了夥伴之間的情感，期間也漸漸了解孝太郎的為人，並對他抱有好感。
回到現代之後，對孝太郎提議即使放棄自己的皇位繼承權，也希望孝太郎成為家臣。但之後孝太郎經常在以可藍當上皇帝的前提之下開她玩笑。
真耶襲擊事件後進駐106號房，成為晴海的專屬醫生。
在孝太郎成立里見騎士團後，打算以科技顧問來加入里見騎士團。
佛德賽政變事件中，由於家族立場只能將平民收容於『朧月』之中並躲在月球附近觀戰。在戰鬥結束後不小心脫口而出「貝德利歐」的名字，使得船上的平民幾乎暴動。
藍華真希（聲：鬼頭明（日本）；石薇（台灣））
是由莉佳所屬組織「彩虹之心」的死對頭，「黑暗彩虹」中的一員(黑暗深藍)。專精於心靈與記憶操作的魔法，但其他方面的魔法則略遜於由莉佳。
被孝太郎一行人擊敗後，非常憎恨孝太郎和由莉佳，一心認為孝太郎是會任意玩弄人心、欺騙他人的人。
在畢業旅行時，陷入瀕死時被孝太郎藉由席格納汀施救後，對孝太郎改觀並對他產生好感。
在獲知與孝太郎訂有契約魔法後，以為對他的好感是來自這個契約，因此產生混亂。之後在孝太郎說服後解除契約，後發現自己的感情並非是契約魔法造成的非現實。
真耶襲擊事件後搬，到可樂娜莊206號房與靜香同住。
在孝太郎成立里見騎士團時，成為了里見騎士團的會計。
騎士團的制服是由青騎士的青色，及象徵她自身的藍色裝點而成。
依照亞爾奈亞的說法，她和虹野由莉佳兩人，是兩千年前與白銀公主合作的魔法師，卡莉絲·威普南特的轉世。
艾法莉亞·達那·佛德賽
神聖佛德賽銀河皇國第一百二十代皇帝，暱稱為「艾莉」。提亞的母親。擅長各式各樣的幕後工作，主修考古學。
由於任內實施削減軍備政策，受到軍方的嫌惡，因此在施政上時常受到阻礙。而讓提亞產生不得不成為皇帝的想法。
現在由於軍方發動政變的緣故，與一群忠心的臣民和提亞一同逃到地球避難。
二十年前曾闖入禁止進入的貝德利歐自治領地，並撞見準備出來收集修船零件的孝太郎與可藍。在相處期間喜歡上孝太郎，偷聽到兩人的對話當中知道了自己未來女兒的事情。
在與孝太郎跟可藍的相處期間，索取了鎧甲的紀錄資料，之後以其紀錄完成了戰艦「青騎士」及鎧甲等。提亞的試煉地點也是因為她的安排才設定為可樂娜莊106號房。

### 學校相關者
松平賢治（聲：鈴木達央（日本）；曹冀魯（台灣））
孝太郎的好朋友，暱稱「阿賢」。和孝太郎一起參加遺跡挖掘的打工。
是個戴著眼鏡的帥哥，在女學生中相當有人氣，但沒有和特定人長期交往(這點經常遭到孝太郎與靜香揶揄)，而碰到自己真正心儀的女生，卻都是喜歡孝太郎的。
在舞台劇當中原本飾演主角青騎士，後來與孝太郎交換，扮演士兵A（歐萊恩）。
二年級後接替孝太郎飾演舞台劇主角青騎士。
有一個叫做松平琴里的妹妹，喜歡孝太郎。
Cosplay研究社（聲：〈部長〉藤村步、〈部員〉長妻樹里、西明日香（日本）；〈部長〉石薇、〈部員〉林美秀、黃珽筠（台灣））
小說中，孝太郎向部長推薦由莉佳成為部員，並對Cosplay表達尊重而受到Cos研的歡迎。部長對孝太郎的態度有如知音。
與編織研究會及話劇社同為文化系社團中的弱小社團，因此有著連帶感。
在由莉佳接任編織研究會社長的騷動中，全體社員受到嚴重的精神打擊。
話劇社（聲： 部長：川崎芽衣子（日本）；黃珽筠（台灣））
吉祥春風高中的社團。包含賢治在內，社團人數8人。

### 魔法少女相關者
奈奈
由莉佳的救命恩人與師傅。使用魔法的天才少女。
被黑暗彩虹視為最大敵人的最強彩虹魔法師「彩虹奈奈」。
與黑暗彩虹的決戰中，為了救出被抓住的由莉佳，而釋放所有的魔力擊退黑暗彩虹的所有幹部，後身受重傷無法再使用魔法而引退。
地底人政變事件結束後，接受了侵略者少女們的幫助，後恢復到甚至能與真耶對峙的狀態。
真耶
藍華真希的師父。在真希之前的黑暗深藍。
十年前與大地之民的激進派合作，意圖殺死年幼的奇莉華，與穿越時空的孝太郎戰鬥落敗。
數年前與奈奈的戰鬥失去部份的身體而引退，後由真希接任黑暗深藍。
藉由大地之民的技術修復身體的真耶復出與孝太郎戰鬥，卻因晴海的力量覺醒而再度敗北。
在阿萊克西斯參與政變，意圖謀殺提亞母女倆的計畫失敗後，拉攏阿萊克西斯成為夥伴。
黑暗深紫（聲：山本亞衣（日本）；詹雅菁（台灣））
弗沙里亞王國秘密結社・黑暗彩虹最高幹部的一人。
本名真理奈，原為彩虹之心旗下的魔法少女。
與擔任護衛的海相戀，到論及婚嫁的程度。
兩人最後一次執行任務時，海不慎中了死靈魔法師的魔法而死，真理奈最後雖為海報仇，但無法接受戀人已死的結果，後真理奈為了讓海復活而離開了彩虹之心。
黑暗深紅（聲：高森奈津美（日本）；黃珽筠（台灣））
弗沙里亞王國秘密結社・黑暗彩虹最高幹部的一人。
本名可憐，和真希的關係非常好，個人追求力量並喜歡與強者戰鬥，故真希離開黑暗彩虹時非常開心，並期待和真希戰鬥。

### 大地之民相關者
倉野大葉（聲：廣瀨正志（日本）；曹冀魯（台灣））
奇莉華的父親，也是大地之民的族長。
四十萬弛（聲：大塚芳忠（日本）；曹冀魯（台灣））
大地之民激進派中最為激進的人。在孝太郎與奇利華的"約會"中，突然搭乘鑽地機，出現兩人所在的遊樂園，後來被前往跟蹤兩人的可樂娜莊少女們聯手擊退。十年前曾經要求真耶殺死年幼的奇利華。

### 佛德賽相關者
阿萊克西斯
其祖先曾經駕駛魔力驅動人型兵器，曾經與孝太郎在兩千年前的佛德賽交戰，複合企業龍騎士（Dragon Knight Industry）的總帥。同時也是露絲的前婚約者，其原本目的為跟巴多姆西哈家族聯姻後，能取得極大利益。相親過程在與孝太郎交戰(均同樣使用人型兵器)，失敗後下逃回佛德賽，也因此與孝太郎結下不解之緣。第二次來到地球為謀殺提亞母女倆而與孝太郎決鬥，再度失敗後，被真耶拉攏。其個性具孝太郎所說，兩千年絲毫不變那以自身利益為優先的個性。

### 其他人物
里見雄一郎（聲：野島昭生（日本）；曹冀魯（台灣））
孝太郎的父親，由於同事受傷住院，因此代替同事被調職。
妻子過世後與兒子孝太郎相依為命，不大會打理家務，所以家務幾乎都是孝太郎負責。
由於深愛著已過世的妻子，所以迄今未再婚。雖然孝太郎希望雄一郎能夠再找個能共度餘生的伴侶，但因為知道父親的心情，所以也沒再多說。
松平琴理
賢次的妹妹，孝太郎的青梅竹馬。
東本願佳苗
早苗的母親。十年前奈奈的協力者。
東本願早太郎
早苗的父親。
亡靈獵人（聲： 黑田崇矢（日本）；曹冀魯（台灣）（アニキ）、增岡太郎（日本）；曹冀魯（台灣）（ハチ））
亡靈獵人二人組。在捕捉早苗的行動失敗後，被奇莉華雇用監視後負責早苗本體的任務。稱奇莉華為"大姐"。
女惡靈（聲：森澤芙美（日本）；石薇（台灣））
亡靈獵人雇用的惡靈。
太陽部隊日連者
在幼稚園的"春風超人話劇"出現的地底人遭孩童通報，前往現場竟是幼稚園話劇，還因服裝顏色一致被孝太郎痛罵。
健一（聲：田丸篤志（日本）；曹冀魯（台灣））
隊長。
惠（聲：前田玲奈（日本）；黃珽筠（台灣））
在春風超人話劇中，見到發怒的"惡魔伯爵大人(孝太郎)"而迷上他。
隼人（聲：櫻井トオル）
小太郎（聲：村瀨步（日本）；詹雅菁（台灣））
大作（聲：關幸司（日本）；何志威（台灣））
身材魁武，非常喜歡吃東西。
六本木博士（聲：鹽屋翼（日本）；曹冀魯（台灣））

## 登場國家

### 佛德賽皇國
二千年前就存在的國家，距離地球大約一千萬光年的另一個佛德賽星系，是該星球的大陸上的諸國之一，首都位於佛爾農，堪稱大陸上最先進的都市，人口超過十萬人。皇帝大都來自瑪斯蒂爾家族和修瓦加家族。
曾發生過瑪古斯方及古雷巴那斯弒殺皇帝叛亂，引發佛德賽皇國內亂，導致阿萊亞公主流亡，途中相遇青騎士，逃到巴多姆西哈領地，起兵討伐瑪古斯方，最後阿萊亞即位成為皇帝。
佛德賽皇國的階級制度，以皇帝為最高，皇族次之，接下來是貴族（騎士），最後是平民。騎士有細分上級騎士（俗稱：正騎士）和下級騎士（俗稱：從騎士）兩者之間的階級可說是天差地遠。正騎士以領主的身份治理領地，而從騎士則是正騎士的家臣，雖然有領地，但嚴格說起來，領地所有權還是正騎士的。阿萊亞皇帝之後，青騎士成為佛德賽騎士的最高位階。
佛德賽皇國發展到宇宙時代，成為神聖佛德賽銀河皇國。
貝德利歐特別領地
貝德利歐的領地，位於巴多姆西哈領地之中（曾經是巴多姆西哈領地），也是阿萊亞起義的地點，是戰後阿萊亞皇帝賜給青騎士雷歐斯·法德拉·貝德利歐的特殊領地。領地受封迄今，依舊是不容侵犯的聖地，連皇族都不敢任意擅闖。
領地內最大的洞窟，曾是青騎士和阿萊亞使用據點之一。洞窟的最深處，有阿萊亞在戰後建立的石碑，有著懷著哀悼戰死士兵，祈求平和之意。
領地的管理工作，由巴多姆西哈家族負責巡邏管理，受到嚴密的保護。領地內禁止人為改變環境，二千年來保留原始環境。
戰後阿萊亞皇帝賜予「青騎士」這個稱號，為佛德賽騎士的最高階級，是騎士的領袖，連皇族都要禮遇三分。青騎士擁有僅次於皇族的特權，青騎士的特別命令優先於國家法律，甚至連之後的皇帝也無法剝奪青騎士的權利。
青騎士的俸祿，由國家每年編列預算來支付，已經維持了兩千年之久，從未間斷。
青騎士的登場與其事蹟令人瞠目結舌，兩千多年來深深烙印佛德賽國民的心中。青騎士從何而來，消失到何處，經過兩千多年，仍舊沒有定論，學者有許多假說，但每種假說都沒有明確的依據和證據。然而青騎士的出身及後來的行蹤，都經過阿萊亞刻意隱瞞，以致於後世對青騎士產生許多謎樣。
實際上貝德利歐特別領地會受到嚴密保護，是因為可藍和孝太郎乘坐的搖籠，就在內部的洞窟的最深處的石碑後面，是阿萊亞為了不讓佛德賽的不知情人士，去打擾處於凍結時間狀態的可藍和孝太郎才會如此規定的。
巴多姆西哈領地
自古以來輔佐皇家的家族，擁有廣大領地的大型騎士團家族，財力雄厚，也是正騎士當中地位最崇高的那伊（守護騎士）。阿萊亞賜予「青騎士」為最高階級之後，僅次於「青騎士」的階級。
巴多姆西哈家族和瑪斯蒂爾家族的關係，可以追溯到佛德賽皇國建國之前。
巴多姆西哈和溫蘭卡並列為佛德賽知名的騎士世家，與皇家關係密切，效忠於皇家，在發生瑪古斯方及古雷巴那斯弒殺皇帝叛亂，阿萊亞公主流亡到巴多姆西哈領地，招募新生皇國軍，巴多姆西哈家族和溫蘭卡家族毫不猶豫加入軍隊。
兩千年後，神聖佛德賽銀河皇國軍部策劃政變，巴多姆西哈家族和溫蘭卡家族仍舊毫不猶豫地加入瑪斯蒂爾的陣營，協助現任艾法莉亞皇帝。
領地之中的小小要塞以及周邊區域的領土，在戰後阿萊亞皇帝賜給青騎士，成為貝德利歐特別領地。領地的管理工作，由巴多姆西哈家族負責巡邏管理，受到嚴密的保護。
瑪斯蒂爾領地
位於佛德賽皇國首都佛爾農北方的山嶽地帶，地形幾乎都是崇山峻嶺。佛德賽歷史最悠久的古老家族。前往巴多姆西哈領地最短、也是最安全的路徑。
巴多姆西哈家族和瑪斯蒂爾家族的關係，可以追溯到佛德賽皇國建國之前。
佛德賽歷史上，挽狂瀾開創新局的中興之主幾乎都是瑪斯蒂爾家族，跟修瓦加家族處於敵對的關係。現任第一百二十代皇帝是艾法莉亞·達那·佛德賽，出身於瑪斯蒂爾家族。提亞蜜思林·葛雷·佛德賽為下任皇帝繼承人之一。
勞斯多爾平原
勞斯多爾在佛德賽意味其名代表「女神的休憩之地」，因這是附近唯一的廣大平原。象徵著旅行於無限世界、與無限時間的黎明女神曾經在此地暫歇，留有膾炙人口的傳說。
勞斯多爾是瑪斯蒂爾領地之一，位於瑪斯蒂爾領地的北方，接近巴多姆西哈領地的邊境，是瑪斯蒂爾領地之中，唯一的平原，地處南來北往的交通要沖，是通往皇都佛爾農的必經之路。
勞斯多爾是宗教信仰的聖地，自古以來建立許多奉祀黎明女神的神殿，其中由瑪斯蒂爾家族直接管理的最古老神殿，封印著佛德賽皇國的皇家代代相傳的劍「席格那汀」。
神殿封印的席格那汀，過於強大引發多次的內戰，阿萊亞認為來自繁星世界、時間彼端的孝太郎可以解決問題，在解封印之後，贈送給孝太郎，從此消失在佛德賽皇國歷史上。
阿萊亞公主曾在此以巴多姆西哈騎士團為主體的新生佛德賽正規軍，對戰以前佛德賽皇國軍為主體的叛軍，僅以五百多人兵力就戰勝以二千多人守城軍，取得首戰的第一場勝利。接著又在溫蘭卡家族的協助之下，取得第二場勝利。
勞斯多爾城
位於勞斯多爾平原上的城堡。
以阿萊亞公主、志願者、巴多姆西哈騎士團及溫蘭卡騎士團等組成的新生佛德賽正規軍，人數高達三千多人，面對前佛德賽皇國軍的四千多人的守城軍，展開對峙。由可藍、與芙蕾亞及卡莉絲率領五百名兵力引誘叛軍主力部隊，青騎士率領二千五百兵力偷襲守備薄弱的地方，成功佔領勞斯多爾城。
修瓦加領地
修瓦加領地以商業都市為統治中心，領地內的各項建設比較先進，在科學方面成就，可以說是獨步群雄，孕育出許多傑出的科學家。
佛德賽歷史上，修瓦卡家族成為皇帝的人數為最多，跟瑪斯蒂爾家族處於敵對的關係。可拉莉歐薩·達歐拉·佛德賽為下任皇帝繼承人之一。
溫蘭卡領地
自古以來輔佐皇家的家族，擁有廣大領地的大型騎士團家族，財力雄厚。
溫蘭卡和巴多姆西哈並列為佛德賽知名的騎士世家，與皇家關係密切，效忠於皇家，在發生瑪古斯方及古雷巴那斯弒殺皇帝叛亂，阿萊亞公主流亡到巴多姆西哈領地，招募新生皇國軍，巴多姆西哈家族和溫蘭卡家族毫不猶豫加入軍隊。
兩千年後，神聖佛德賽銀河皇國軍部策劃政變，溫蘭卡家族和巴多姆西哈家族仍舊毫不猶豫地加入瑪斯蒂爾的陣營，協助現任艾法莉亞皇帝。

### 神聖佛德賽銀河皇國
神聖佛德賽銀河皇國是在阿萊亞即位皇帝之後，又過了一千年，為了迎接宇宙時代，所改的國名。距離地球大約一千萬光年的另一個佛德賽星系，擁有數個星球的國土，首都位於佛爾農，現任第一百二十代皇帝是艾法莉亞·達那·佛德賽，隸屬於瑪斯蒂爾家族。
皇帝大都來自瑪斯蒂爾家族和修瓦卡家族。佛德賽歷史上，力挽狂瀾開創新局的中興之主幾乎都是瑪斯蒂爾家族，然而歷任皇帝之中，修瓦卡家族所佔的人數最多，因此兩大家族的對立，處於敵對的關係。
現任艾法莉亞皇帝主張裁軍，因此跟軍部不和，甚至偽裝成事故的暗殺艾法莉亞未婚夫（修瓦加家族分析）。
神聖佛德賽銀河皇國軍部策劃政變，軟禁艾法莉亞皇帝，散播皇帝病倒假消息，企圖綁架提亞逼迫屈服，好在提亞識破，在忠心老臣幫助下，艾法莉亞和提亞一起逃亡到地球，收集情報，等待反擊時刻。
貝德利歐特別領地
佛德賽皇國改名神聖佛德賽銀河皇國之後，仍舊存在。
巴多姆西哈領地
佛德賽皇國改名神聖佛德賽銀河皇國之後，仍舊存在。
瑪斯蒂爾領地
佛德賽皇國改名神聖佛德賽銀河皇國之後，仍舊存在。
行星「阿萊亞」
位於佛德賽星系的一顆行星，地處星系邊緣，是個繞著一顆恆星的八顆行星之一，從恆星側數起的第六顆行星，現在是一顆有著與土星一樣光環的美麗藍色星球，行星名稱來自佛德賽皇國歷史上最有名的皇帝「阿萊亞」，象徵佛德賽人真正迎來宇宙時代。
行星「阿萊亞」原本是一個寸草不生的荒涼星球，但和其他行星相比環境比較好，相對改造難度也更低，因此成為第一顆被改造的行星。由於只有第三行星佛德賽母星有生命存在，其他行星都是經過生命適應的環境改造才有辦法讓人居住。
行星「阿萊亞」是由七大家族之一，瑪斯蒂爾家族進行開發改造成為適合人類居住的行星，同時成為瑪斯蒂爾家族的直轄領地。由於受到瑪斯蒂爾家族統治，行星上的居民對瑪斯蒂爾家族極其緊密的聯繫，對於瑪斯蒂爾家族出身的現任第一百二十代皇帝是艾法莉亞·達那·佛德賽支持度相當高，即使軍部散播對艾法莉亞皇帝不利消息，居民對她的支持率依舊沒有動搖。
與太陽系的土星一樣擁有行星環，行星環由灰塵與水凝結成的冰塊組成，絕大多數冰塊在進入大氣層後，摩擦產生的巨大熱量讓冰塊燃燒殆盡。但也有相當大體積的冰塊，無法在進入大氣層後燃燒殆盡，因此軌道上有大量人造衛星對於發現體積足夠大的冰塊，用雷射炮打碎。
修瓦加領地
佛德賽皇國改名神聖佛德賽銀河皇國之後，仍舊存在。
溫蘭卡領地
佛德賽皇國改名神聖佛德賽銀河皇國之後，仍舊存在。

### 弗沙里亞王國
弗沙里亞王國是個魔法國度，據說沒有國王的國家。魔法分為現代語魔法和古語魔法，前者較為淺顯易懂，使用方便的新生代魔法，後者公認最複雜且最難懂的魔法，使用難度最高的魔法。
前任彩虹娜娜就是弗沙里亞人，是弗沙里亞正規軍彩虹之心的方舟魔法師之一，是史上最了不起的魔法師。
實際上弗沙里亞王國是被超時空反發彈炸到異空間的古雷巴那司創立的，換句話說弗沙里亞王國的人民其實是佛德賽人。

## 青騎士傳說

### 概要
2000年前佛德賽皇國實際發生過的內亂事變，傳頌到現代成為佛德賽高人氣的悲劇愛情故事，也是提亞寫的話劇－《青騎士》的藍本。以阿萊亞公主流亡時和青騎士相遇，逃到巴多姆西哈領地是第一章。從起兵討伐瑪古斯方，到阿萊亞即位後青騎士離去為第二章。第一章以戀愛為主而受女性歡迎，第二章以戰爭為主而受男性歡迎。

### 相關人物
阿萊亞·庫亞·佛德賽（聲：高本惠（日本）；林美秀（台灣））
《青騎士傳說》的女主角。
全名為阿萊亞‧庫亞‧瑪斯蒂爾‧席格娜莉亞‧蒂歐‧佛德賽（日语：クラリオーサ・ダオラ・シュワィガ・メルツフェン・フォーア・フォルトーゼ）
別名「白銀公主」。全名中的席格娜莉亞‧蒂歐的意義為「白銀粉雪」。長相酷似櫻庭晴海的銀髮少女。
父母親被暗殺後在逃亡的過程中與青騎士相遇。
話劇《青騎士》中由櫻庭晴海飾演。
雷歐斯·法德拉·貝德利歐
《青騎士傳說》的男主角，在2000年後的佛德賽依然被歌頌的傳說中騎士，也是佛德賽女性們的夢中情人，人氣極高。名字中的「法德拉」從佛德賽古代語翻譯過來就是青騎士的意思。在話劇中原本由賢治飾演，但因為晴海只有在和孝太郎演對手戲時，才能發揮超水準的演技，變成由孝太郎擔任。
傳說中，集「無懼任何敵人的勇氣、不與邪惡妥協的正義感、以及不求回報的無私付出」三大美德於一身，自稱是邊境出身，詳細地點不明，其從何而來又往何處而去，是佛德賽兩千年來最大的歷史謎團。〈真正身份即孝太郎〉
在雷歐斯離開佛德賽之後，女皇阿萊亞將『青騎士（ファトラ）』的稱號定為佛德賽騎士的最高階，而兩千年來也不再有騎士受封此稱號。更頒佈許多特別法令，所有有關於青騎士的特別法令都優先於國家法律，即使是皇帝也不可剝奪其權利。『青騎士』享有僅次於皇帝的各種特權、任何人均不得進入的特別領地，以及從國家預算編列已持續兩千年的俸祿。這一切都是女皇為了2000年後可能發生的青騎士回歸所作的準備。
雷歐斯也是佛德賽史上少數可以獲得四位皇族（阿萊亞、夏露露、可藍、提亞）及現任皇帝艾法莉亞（艾莉）承認與信任的騎士。
夏露朵莉莎·達歐拉·佛德賽
阿萊亞的妹妹，活潑的金髮少女，暱稱為夏露露，別名「黃金公主」。
對雷歐斯抱有極大的好感，賜與其利用木板與毛線製作的階級章。
長相酷似幼年時的提亞。
芙蕾亞蘭·那伊·巴多姆西哈
侍奉古代皇家的女性騎士，暱稱為芙蕾亞。
傳說中在與叛臣的最終決戰時，使用兩把光之劍橫掃千軍的偉大將領。
身為後代的露絲與其十分神似。
法娜·摩特拉烏
阿萊亞在神學院的同學，侍奉黎明女神的神官。
氣質貌似早苗的黑髮少女。擅長使用靈力治療傷患。在阿萊亞解除席格那汀的封印後，也是由她負責治療及照顧日漸衰弱的阿萊亞。
莉蒂絲·瑪古斯方
煉金術士，叛臣瑪古斯方的姪女，因為認為叔父的作法錯誤而幫助阿萊亞等人。
氣質酷似奇莉華。對雷歐斯的盔甲材質相當有興趣，在期間成為可藍在古代的助手，向她學習了不少未來科技的知識。阿萊亞即位後為了彌補叔父犯下的過錯，在宮廷擔任女官長。
瑪莉艾達·亞爾聖
阿萊亞的貼身女僕。
喜好八卦的個性與靜香相似。稍微會一點防身用的格鬥技，在最終決戰當中擔任夏露露的護衛。
卡莉絲·威普南特
基層的宮廷魔術師，接受宮廷魔術師長古雷巴那斯的命令監視阿萊亞等人的行蹤。後來誤以為被雷歐斯等人察覺其真實真份而露出馬腳被捕。
個性貪吃但並非好吃懶做之徒，在必要的時候會出現相當程度的勇氣，這幾點與由莉佳相近。
幼年是待在貧民窟的孤兒，後來被古雷巴那斯看中其魔法素質並帶回扶養。原本因為要報答其恩情而與阿來亞等人敵對，後來在德克斯特洛的下毒事件當中對他們感到灰心，轉而投靠阿萊亞這一方。後在阿萊亞即位後成為宮廷魔術師長。
亞爾奈亞
被稱為火龍帝的強大巨龍。在舞台劇裡面由由莉佳穿道具服飾演。
由於佛德賽的氣候變遷，使得龍族尋找其他地方居住。後來因為個人因素返回佛德賽時，遭到古雷巴那斯操控，被迫與雷歐斯等人展開大戰。
在雷歐斯等人的努力下破解洗腦魔法後，以龍的吐息燒毀幾乎灑出的致死性病毒當作回禮，逗留在佛德賽皇國的期間被當作國賓款待。
在得知雷歐斯來自不同於佛德賽的其他時空後，在雷歐斯右手刻印，可以隨時召喚自己出現的龍紋作為謝禮和友情的證明。
十數年前就開始將自己部分的靈魂和魔力慢慢存入靜香體內。在孝太郎使用紋章召喚後，透過靜香的肉體出現在孝太郎面前。
對於2000年前的相關人物全都轉生到地球感到訝異。
由於力量太過強大，光是不完整的存在就會引起空間扭曲。
畢歐巴拉姆·瑪古斯方
佛德賽財務大臣，同時也是殺害皇帝發動政變的叛臣。
發動政變的目的其實並非奪取權位，而是為了讓阿萊亞解除神托寶劍的封印。
後來知道神托寶劍只有雷歐斯與阿萊亞能夠使用後，企圖在將敗之際，命令古雷巴那斯在佛德賽全境撒下致命的病毒，但在可藍發射超時空反發彈將其彈至其他空間後徹底失敗。
在被超時空反發彈擊中後，被彈到了古代的地球，創立了地底王國，大地之民的先祖。
古雷巴那司
佛德賽七大宮廷魔術師之首，幫助瑪古斯方發動政變。
魔力強大，能夠使用魔法項圈控制火龍帝亞爾奈亞，同時也擁有一把能夠自動發動魔法的法杖《百科全書》。
最後和瑪古斯方與他的手下及召喚出的怪物群，一同被超時空反發彈傳送到其他空間。
德克斯多洛
梅肯豪騎士團旗下的銅騎士，原本是農家的三男。個性冷酷狡猾，絕對不會作自己沒有把握的事情。
水源下毒事件的執行者，但是在雷歐斯的插手後徹底失敗。
在亞爾奈亞襲擊後原本受命襲擊要塞給予最後一擊，但是後來決定以雷歐斯暗殺計畫的情報，作為政變結束後特赦的交換條件。
士兵A
瑪斯蒂爾關卡的守門士兵，在發現阿萊亞一行的真實身分後，冒著生命危險讓他們離開關卡。
結局眾說紛紜，但是以他最後成為皇帝的近衛士兵最為人們所相信。後世稱為忠臣典範。
本名歐萊恩（オライエン）。歐來恩在佛德賽古代語中，第一個字母剛好是「A」。

### 相關武器
席格那汀
傳說是曉之女神賦予的，是佛德賽皇國的皇家代代相傳的劍，證明佛德賽皇家的王權正統性，此劍的力量能抵禦外敵，守護國家。但同時為了得到此劍，發生了許多爭鬥與戰爭，得到此劍的人，往往自立新皇帝而改朝換代。
因此在阿萊亞時代的二百年前，被封印在瑪斯蒂爾領地北方深山裡頭，由瑪斯蒂爾家族直接管理的最古老神殿中。阿萊亞信賴的法娜負責管理神殿，擔任曉之女神的神官。
解開封印方式是手按鑲嵌在台座的金屬板，並詠唱之其真名，使台座裡的劍顯現。之後合上雙手，閉上雙目，開始詠唱咒語，注入作為奉獻的生命越多，劍的力量就越能發揮。但只有佛德賽的皇族能解開封印。
此劍命名慣例，以解開封印者的名字命名，因此阿萊亞命名席格那汀（白銀之劍）。
阿萊亞在得知孝太郎的真實身分和即將歸去的世界後，決心將席格那汀託付給孝太郎，認為對佛德賽皇國為最佳的選擇。也是席格那汀從佛德賽皇國歷史上消失的真正原因。
阿萊亞贈此劍給孝太郎的意義在於長期守護國家，還能守護最愛之人。阿萊亞兩度奉獻自己生命解開封印，注入生命到臨近席格那汀的極限，因此席格那汀裡面有阿萊亞的一半生命。阿萊亞即使不能與孝太郎在一起，至少能託付席格那汀陪伴孝太郎身旁。但孝太郎不知道此事。
孝太郎在兩千年前的佛德賽皇國從阿萊亞手中得到席格那汀，並攜回原來世界。目前此劍寄放在佛德賽銀河皇國二皇女可藍的小型宇宙飛船『搖籠』，需要時才召喚到孝太郎手中（傳送信息(人工智能聲音)：『青騎士閣下，本艦「搖籠」僅代表佛德賽全體國民，祝福您武運昌隆、旗開得勝。』）。
返回原來時代後，孝太郎要可藍保密，認為此劍對佛德賽是個不安定因素，也可能引發國家紛爭。但後來逐漸被相關者知悉。
另外在小說第七卷前，由於這段時間處於凍結時間狀態的搖籠都在地球上的緣故，因此在這期間發生的某些事件中（例如第三卷的幽靈獵人事件），在搖籠裡的席格那汀都會在關鍵時刻發揮力量支援孝太郎度過危機。
薩格拉丁
薩格拉丁是神聖佛德賽銀河皇國第七王女提亞誕生時，特別打造的寶劍，上面刻著象徵提亞的家徽「金色之花」。
但實際上薩格拉丁是艾法莉亞皇帝利用此劍十多年後的戰鬥數據，所打造的劍（孝太郎與可藍到20年前，遇到當時還是皇女的艾法莉亞，取得戰鬥數據來打造此劍）。
在吉祥春風高中校慶的舞台劇之後，提亞趁孝太郎睡覺時，授予爵位與封號，並賞賜薩格拉丁給孝太郎，並暫時保管此劍。因此孝太郎當時並不知道授予爵位與封號之事。
薩格拉丁目前寄放在皇家級宇宙戰艦「青騎士」，需要時才召喚到孝太郎手中（傳送信息(露絲聲音)：『將軍大人，本艦『青騎士』謹代表佛德賽全體國民，祝您旗開得勝、榮光永存。同時，提亞蜜思林皇女殿下與守護騎士露絲卡妮亞衷心祈盼您平安凱旋。』）。
青騎士鎧甲
艾法莉亞皇帝根據文獻描述所設計，模仿青騎士的盔甲打造而成的仿製品，跟真正的青騎士盔甲相去不遠。同時也是皇家級宇宙戰艦「青騎士」的操縱裝置之一。
實際上青騎士鎧甲是艾法莉亞皇帝利用20年前，遇到當時還是皇女的艾法莉亞遇到孝太郎與可藍時所取得的數據所製造的。
因此孝太郎第一次穿青騎士鎧甲不需要調整，在於青騎士鎧甲就是為孝太郎量身打造的。
百科全書
古雷巴那司使用的魔杖。用木頭製作而成的造型樸素的魔杖。是個能讀取使用者的思維，操作魔法種類眾多，不須詠唱咒語的魔杖。連完全沒有魔法天賦的人（包括孝太郎召喚出火炎、奇莉華使用魔法），也都能使用此杖的魔法。
百科全書使用的術式，跟由莉佳從前任的彩虹奈奈學來的魔法王國的術式構成不太一樣。
後為孝太郎得到，轉贈給由莉佳。使得由莉佳同時使用天使光環和百科全書戰鬥。
由莉佳得到百科全書後，認為可以光明正大使用魔法，卻朝意想不到的方向發展，例如：給提亞揉肩、給熨斗加熱和趕走可樂娜莊周圍的貓群。
傳說中的光之劍
傳說芙蕾亞蘭在與叛軍的最終決戰時所使用的武器。可以切開任何東西，歷史學者懷疑是否真正存在過。而真相只有少數幾個人知道。
事實上，激光劍是在兩千年後的產物，握柄是金屬製的，白熱化重金屬粒子，用電磁場形成劍的形狀，芙蕾亞蘭左右手各持一把。
在孝太郎與可藍回到原來世界後，可藍轉贈給露絲，做為友好的證明。
四種魔法寶物
流傳兩千年的青騎士傳說中，出現的四種魔法寶物。
分別是「抵擋所有攻擊的盔甲」、「擁有飛行能力的長靴」、「燒死所有敵人的魔法護手」和「白銀公主所贈予的聖劍席格那汀」。
前三樣寶物是兩千年後的產物，只有最後一樣寶物是當時的物品。
抵擋所有攻擊的盔甲：
傳說中能抵擋所有攻擊的盔甲，兩千年後的產物（青騎士鎧甲）內建的功能之一，盔甲能形成半透明六角形幾何圖案的防護罩。
擁有飛行能力的長靴：
傳說中能飛行能力的長靴，兩千年後的產物（青騎士鎧甲）內建的功能之一，盔甲背部和腿部內建推進器，藉由重力的控制取得飛行能力。
燒死所有敵人的魔法護手：
傳說中能燒死所有敵人的魔法護手，兩千年後的產物（奇莉華使用的藍色護手），護手能發出火焰及電擊。
聖劍席格那汀：
傳說中的聖劍席格那汀，是佛德賽皇國流傳已久的國寶，由白銀公主贈予青騎士。

## 出版書籍

### 原作小說
| 冊數 | HobbyJAPAN                  | HobbyJAPAN                                    | 東立出版社                    | 東立出版社                                   | 吉林美術出版社 | 吉林美術出版社         |
| 冊數 | 發售日期                    | ISBN                                          | 發售日期                      | ISBN / EAN                                   | 發售日期       | ISBN                   |
| ---- | --------------------------- | --------------------------------------------- | ----------------------------- | -------------------------------------------- | -------------- | ---------------------- |
| 1    | 2009年3月1日                | ISBN 978-4-89425-833-4                        | 2009年6月11日                 | ISBN 978-986-10-3866-7                       | 2013年2月      | ISBN 978-7-5386-7023-3 |
| 2    | 2009年7月1日                | ISBN 978-4-89425-900-3                        | 2009年9月24日                 | ISBN 978-986-10-4297-8                       | 2013年11月     | ISBN 978-7-5386-7671-6 |
| 3    | 2009年11月1日               | ISBN 978-4-89425-956-0                        | 2010年2月11日                 | ISBN 978-986-10-3866-7                       |                |                        |
| 4    | 2010年3月1日                | ISBN 978-4-7986-0007-9                        | 2010年6月17日                 | ISBN 978-986-10-5700-2                       |                |                        |
| 5    | 2010年6月1日                | ISBN 978-4-7986-0067-3                        | 2010年10月14日                | ISBN 978-986-10-6350-8                       |                |                        |
| 6    | 2010年10月1日               | ISBN 978-4-7986-0123-6                        | 2011年2月17日                 | ISBN 978-986-10-7196-1                       |                |                        |
| 7    | 2011年1月14日               | ISBN 978-4-7986-0181-6                        | 2011年6月30日                 | ISBN 978-986-10-7877-9                       |                |                        |
| 7.5  | 2011年4月28日               | ISBN 978-4-7986-0224-0                        | 2011年9月29日                 | ISBN 978-986-10-8693-4                       |                |                        |
| 8    | 2011年8月1日                | ISBN 978-4-7986-0263-9                        | 2011年12月1日                 | ISBN 978-986-10-8990-4                       |                |                        |
| 8.5  | 2011年11月1日               | ISBN 978-4-79860-307-0                        | 2012年3月22日                 | ISBN 978-986-10-9486-1                       |                |                        |
| 9    | 2012年3月1日                | ISBN 978-4-7986-0355-1                        | 2012年7月16日                 | ISBN 978-986-317-293-2                       |                |                        |
| 10   | 2012年6月1日                | ISBN 978-4-7986-0411-4                        | 2012年10月11日                | ISBN 978-986-324-052-5                       |                |                        |
| 11   | 2012年10月1日               | ISBN 978-4-7986-0474-9                        | 2013年1月17日                 | ISBN 978-986-324-700-5                       |                |                        |
| 12   | 2013年2月1日                | ISBN 978-4-7986-0537-1                        | 2013年7月22日                 | ISBN 978-986-332-933-6                       |                |                        |
| 13   | 2013年5月1日                | ISBN 978-4-7986-0598-2                        | 2013年12月12日 2014年10月31日 | EAN 471-094-554-249-2 ISBN 978-986-337-842-6 |                |                        |
| 14   | 2013年9月1日                | ISBN 978-4-7986-0665-1                        | 2014年5月22日                 | ISBN 978-986-348-839-2                       |                |                        |
| 15   | 2014年3月1日                | ISBN 978-4-7986-0764-1                        | 2014年7月14日                 | EAN 471-094-554-431-1                        |                |                        |
| 16   | 2014年7月1日                | ISBN 978-4-7986-0836-5                        | 2014年11月20日                | EAN 471-094-554-487-8                        |                |                        |
| 17   | 2014年10月1日               | ISBN 978-4-7986-0893-8 ISBN 978-4-7986-0898-3 | 2015年4月16日                 | EAN 471-094-554-582-0 EAN 471-094-554-581-3  |                |                        |
| 18   | 2015年1月30日 2015年1月31日 | ISBN 978-4-7986-0955-3 ISBN 978-4-7986-0924-9 | 2015年7月29日                 | EAN 471-094-554-639-1 EAN 471-094-554-638-4  |                |                        |
| 19   | 2015年5月29日               | ISBN 978-4-7986-1026-9                        | 2015年10月19日                | EAN 471-094-554-678-0                        |                |                        |
| 20   | 2015年9月1日                | ISBN 978-4-7986-1071-9 ISBN 978-4-7986-1059-7 | 2016年1月21日                 | EAN 471-094-554-809-8 EAN 471-094-554-808-1  |                |                        |
| 21   | 2015年12月29日              | ISBN 978-4-7986-1150-1 ISBN 978-4-7986-1151-8 | 2016年4月20日                 | EAN 471-094-554-792-3 EAN 471-094-554-791-6  |                |                        |
| 22   | 2016年4月30日               | ISBN 978-4-7986-1223-2                        | 2016年9月26日                 | EAN 471-094-554-967-5                        |                |                        |
| 23   | 2016年8月1日                | ISBN 978-4-7986-1268-3                        | 2016年12月23日                | EAN 471-094-555-021-3                        |                |                        |
| 24   | 2016年11月1日               | ISBN 978-4-7986-1324-6                        | 2017年4月17日                 | EAN 471-094-555-166-1                        |                |                        |
| 25   | 2017年3月1日                | ISBN 978-4-7986-1394-9                        | 2017年7月27日                 | EAN 471-094-555-249-1                        |                |                        |
| 26   | 2017年7月1日                | ISBN 978-4-7986-1477-9                        | 2017年10月19日                | EAN 471-094-555-345-0                        |                |                        |
| 27   | 2017年11月1日               | ISBN 978-4-7986-1563-9                        | 2018年2月5日                  | EAN 471-094-555-470-9                        |                |                        |
| 28   | 2018年3月1日                | ISBN 978-4-7986-1640-7                        | 2018年8月6日                  | EAN 471-094-555-623-9                        |                |                        |
| 29   | 2018年6月30日               | ISBN 978-4-7986-1724-4                        | 2018年11月30日                | EAN 471-094-555-799-1                        |                |                        |
| 30   | 2018年11月1日               | ISBN 978-4-7986-1801-2                        | 2019年2月25日                 | EAN 471-094-555-887-5                        |                |                        |
| 31   | 2019年3月1日                | ISBN 978-4-7986-1882-1 ISBN 978-4-7986-1871-5 | 2019年6月17日                 | EAN 471-094-555-977-3                        |                |                        |
| 32   | 2019年7月1日                | ISBN 978-4-7986-1957-6                        | 2020年3月2日                  | ISBN 978-957-264-081-4                       |                |                        |
| 33   | 2019年10月31日              | ISBN 978-4-7986-2042-8 ISBN 978-4-7986-2039-8 | 2020年7月23日                 | ISBN 978-957-265-272-5 EAN 471-060-104-274-8 |                |                        |
| 34   | 2020年2月29日               | ISBN 978-4-7986-2140-1                        | 2020年12月17日                | ISBN 978-957-265-869-7                       |                |                        |
| 35   | 2020年7月1日                | ISBN 978-4-7986-2246-0                        | 2021年4月22日                 | ISBN 978-957-266-362-2                       |                |                        |
| 36   | 2020年10月31日              | ISBN 978-4-7986-2345-0                        | 2022年2月14日                 | ISBN 978-957-267-873-2                       |                |                        |
| 37   | 2021年3月1日                | ISBN 978-4-7986-2435-8                        | 2023年2月6日                  | ISBN 978-957-268-796-3                       |                |                        |
| 38   | 2021年7月1日                | ISBN 978-4-7986-2533-1                        | 2023年10月6日                 | ISBN 978-626-360-891-7                       |                |                        |
| 39   | 2021年11月1日               | ISBN 978-4-7986-2640-6                        | 2024年11月21日                | ISBN 978-626-021-248-3                       |                |                        |
| 40   | 2022年4月1日                | ISBN 978-4-7986-2754-0                        |                               |                                              |                |                        |
| 41   | 2022年9月30日               | ISBN 978-4-7986-2967-4                        |                               |                                              |                |                        |
| 42   | 2023年3月1日                | ISBN 978-4-7986-3098-4                        |                               |                                              |                |                        |
| 43   | 2023年6月30日               | ISBN 978-4-7986-3219-3                        |                               |                                              |                |                        |
| 44   | 2023年11月1日               | ISBN 978-4-7986-3337-4                        |                               |                                              |                |                        |
| 45   | 2024年3月1日                | ISBN 978-4-7986-3460-9                        |                               |                                              |                |                        |
| 46   | 2024年7月1日                | ISBN 978-4-7986-3586-6                        |                               |                                              |                |                        |
| 47   | 2024年11月1日               | ISBN 978-4-7986-3671-9                        |                               |                                              |                |                        |

### 漫畫版
| 集數 | HobbyJAPAN    | HobbyJAPAN             | 東立出版社    | 東立出版社             |
| 集數 | 發售日期      | ISBN                   | 發售日期      | ISBN                   |
| ---- | ------------- | ---------------------- | ------------- | ---------------------- |
| 1    | 2014年7月26日 | ISBN 978-4-79860-830-3 | 2015年4月10日 | ISBN 978-986-365-969-3 |
| 2    | 2015年2月27日 | ISBN 978-4-79860-962-1 | 2015年7月31日 | ISBN 978-986-365-970-9 |
| 3    | 2015年9月26日 | ISBN 978-4-79861-078-8 | 2017年2月21日 | ISBN 978-986-470-449-1 |
| 4    | 2016年5月27日 | ISBN 978-4-79861-231-7 | 2018年6月11日 | ISBN 978-986-470-450-7 |
| 5    | 2017年4月27日 | ISBN 978-4-79861-441-0 |               |                        |

## 宣傳動畫〈Promotion video〉
2010年，HJ文庫於官網發布「三坪房間的侵略者！？想要動畫化！（六畳間の侵略者！？アニメ化したい！）」計畫。製作了宣傳動畫、單行本第五冊廣告和回函贈送的片長六分鐘DVD等短片。
- 監督 - 渡邊慎一
- 角色設計、作畫監督 - 山吉一幸
- 動畫製作 - SILVER LINK.

## 電視動畫
2014年2月底，公布本作正式動畫化，同年七月到九月於日本播放。

### 相關宣傳
- 於2014年3月23日在東京Big Sight舉辦的「AnimeJapan 2014」舉行舞台活動，演出者為主要聲優：中村悠一、悠木碧、竹達彩奈、鈴木繪理、大森日雅、田澤茉純、長繩麻理亞[7][20]。

進行了簡單的聲優訪談、公布聲優各自飾演的角色、發表片頭曲並現場進行演唱。活動影像之後製作成Blu-ray／DVD第一卷的特典。
- 從2014年4月30日到9月24日，每週三晚間於NICONICO直播網路現場直播特別節目，於2014年12月31日同網站直播特別節目。演出者均為擔任女主角的四位新人聲優組成的團體[21][22][23]。
- 配合動畫版的開播，多人線上射擊遊戲《超時空戰記》陸續將四位侵略者加入為可操作的新角色，並在動畫播放期間的舉辦「早苗與收集靈力！」等特別活動。[24][25]

### 製作人員
- 監督：大沼心
- 系列監修：健速
- 系列構成：安川正吾
- 原作插畫、角色原案：Poko
- 角色設計、總作畫監督：古川英樹
- 美術監督：森尾麻紀
- 色彩設計：小島真喜子
- 3D監督：濱村敏郎
- 攝影監督：佐藤敦
- 音樂：中西亮輔
- 音樂製作：ZERO-A
- 製片人：橫田正明、工藤智美、金子逸人
- 製作監製：中川二郎
- 助理製作人：岡本恭範、岡澤俊介、臼井久人、林俊安
- 企劃製作：GENCO
- 動畫製作：SILVER LINK.
- 製作：可樂娜莊管理組合

### 主題曲
片頭曲「好感雙贏無條件（好感Win-Win無条件）」
作詞：中村彼方，作曲：森慎太郎，編曲：EFFY
主唱：ハート♡インベーダー（Heart♡Invader）（大森日雅、鈴木繪理、田澤茉純、長繩麻理亞）
片尾曲「戀愛如奶茶（恋はみるくてぃ）」
作詞：中村彼方，作曲：福廣秀一朗，編曲：佐藤清喜
主唱：petit milady（悠木碧、竹達彩奈）
第1話、第7話、第12話未使用。

### 各話列表
| 話數   | 標題                   | 劇本              | 分鏡     | 演出     | 作畫監督                                                                         |
| ------ | ---------------------- | ----------------- | -------- | -------- | -------------------------------------------------------------------------------- |
| 第1話  | 侵略開始！？           | 安川正吾          | 大沼心   | 玉村仁   | 本田辰雄 丸山修二 服部憲知 長谷川亨雄 高原修司                                   |
| 第2話  | 更進一步侵略！？       | 安川正吾          | 二瓶勇一 | 小林浩輔 | 北原章雄 丸山修司 SEO SOON YOUNG                                                 |
| 第3話  | 約定與友情             | 安川正吾          | 澤井幸次 | 矢花馨   | 飯泉俊臣 水野隆宏 小川浩司 佐藤綾子 吉田肇                                       |
| 第4話  | 陰謀的海水浴場！？     | 伊神貴世          | 德本善信 | 德本善信 | 齊藤佳子                                                                         |
| 第5話  | 重要的護身符           | 伊神貴世          | 大下丈人 | 福多潤   | 井本由紀 萩原正人                                                                |
| 第6話  | 校慶與大兜蟲！？       | 白根秀樹          | 澤井幸次 | 澤井幸次 | 竹森由加 飯泉俊臣 服部憲知 水野隆弘 福地和浩 齋藤雅和 本田辰雄                   |
| 第7話  | 我的騎士               | 白根秀樹          | 佐藤光敏 | 佐藤光敏 | 北原章雄 櫻井司 本田辰雄 藤原未來夫 服部憲二 美馬健二 高原修司 SEO SOON YOUNG    |
| 第8話  | 邪惡魔法少女登場！     | 白根秀樹          | 林直孝   | 矢花馨   | 飯泉俊臣 水野隆宏                                                                |
| 第9話  | 陽光與彩虹             | 白根秀樹          | 德本善信 | 德本善信 | 齊藤佳子                                                                         |
| 第10話 | 地底帝國VS太陽部隊！？ | 安川正吾          | 二瓶勇一 | 福多潤   | 井本由紀 服部憲知 佐野隆雄                                                       |
| 第11話 | 總有一天會和那個人…    | 安川正吾 伊神貴世 | 澤井幸次 | 小林浩輔 | 飯泉俊臣 藤原未來夫 本田辰雄                                                     |
| 第12話 | 侵略順利！？           | 安川正吾          | 澤井幸次 | 澤井幸次 | Park Hyeran 氏家 惠 向川原憲 櫻井司 大平剛生 北原章雄 丸山修司 福部憲知 古川英樹 |

### 播放單位
日本深夜動畫：下文記載的日本国内播放時間使用日本標準時間（UTC+9）表示。因為部分時間标识會採用30小时制，因此請留意这类超过24:00的时间，其實際播放時間為翌日清晨。
| 播放地區 | 播放電視台    | 播放日期               | 播放時間（UTC+9）         | 所屬聯播網 | 備註           |
| -------- | ------------- | ---------------------- | ------------------------- | ---------- | -------------- |
| 東京都   | TOKYO MX      | 2014年7月11日－9月26日 | 星期五 25時05分－25時35分 | 獨立UHF局  |                |
| 兵庫縣   | SUN電視台     | 2014年7月14日－9月29日 | 星期一 24時30分－25時00分 | 獨立UHF局  |                |
| 日本全國 | NICONICO直播  | 2014年7月15日－9月30日 | 星期二 22時30分－23時00分 | 網路電視   |                |
| 日本全國 | NICONICO動畫  | 2014年7月15日－9月30日 | 星期二 23時00分 更新      | 網路電視   |                |
| 日本全國 | AT-X          | 2014年7月15日－9月30日 | 星期二 23時00分－23時30分 | 衛星電視   | 有重播         |
| 日本全國 | BS11          | 2014年7月15日－9月30日 | 星期二 27時00分－27時30分 | 衛星電視   | 『ANIME+』節目 |
| 日本全國 | 萬代頻道      | 2014年7月22日－        | 星期二 12時00分 更新      | 網路電視   |                |
| 日本全國 | d Anime Store | 2014年7月22日－        | 星期二 12時00分 更新      | 網路電視   |                |
| 日本全國 | 樂天ShowTime  | 2014年7月22日－        | 星期二 12時00分 更新      | 網路電視   |                |
| 日本全國 | GyaO!         | 2014年7月22日－        | 星期二 24時00分 更新      | 網路電視   |                |

| 播放地區 | 播放電視台 | 播放日期                     | 當地播放時間                 | 所屬聯播網  | 備註                  |
| -------- | ---------- | ---------------------------- | ---------------------------- | ----------- | --------------------- |
| 臺灣     | Animax     | 2016年6月21日－7月2日        | 每日19:30－20:00             | 有線電視    | 含中文配音 有重播時段 |
| 臺灣     | Animax HD  | 2016年12月21日－2017年1月1日 | 每天（週六以外）20:30－21:00 | 中華電信MOD | 含中文配音 有重播時段 |
| 香港     | Animax     | 2016年7月5日－7月25日        | 星期一至二 20:00－21:00      |             |                       |

### 關聯商品

#### Blu-ray／DVD
| 1 | 2014年9月24日  | 第1話－第2話   | POXS-29901 | POBD-69511 |
| 2 | 2014年10月22日 | 第3話－第4話   | POXS-29902 | POBD-69512 |
| 3 | 2014年11月26日 | 第5話－第6話   | POXS-29903 | POBD-69513 |
| 4 | 2014年12月24日 | 第7話－第8話   | POXS-29904 | POBD-69514 |
| 5 | 2015年1月28日  | 第9話－第10話  | POXS-29905 | POBD-69515 |
| 6 | 2015年2月25日  | 第11話－第12話 | POXS-29906 | POBD-69516 |

#### CD
| 發售日        | 標題 | 初回版    | 通常版    |
| ------------- | ---- | --------- | --------- |
| 2014年7月30日 |      | POCE-9406 | POCE-1405 |
| 2014年8月6日  |      |           | POCE-1406 |
| 2014年8月13日 |      |           | POCE-1407 |
| 2014年8月20日 |      |           | POCE-1408 |
| 2014年8月27日 |      |           | POCE-1409 |
| 2014年8月13日 |      | POCE-9407 | POCE-1410 |
| 2014年12月3日 |      |           | POCE-1412 |